# Numeri maiuscoletti

Hoefler Text, Corbel e monofur sono font moderni che usano i numeri maiuscoletti.

I numeri 2, 5 e 6 a confronto.

Sono definiti numeri maiuscoletti o numeri elzeviriani i caratteri numerici che presentano varie altezze per permettere una migliore integrazione con le lettere minuscole presenti nel corpo del testo. Questo in contrasto con i numeri “maiuscoli” che presentano tutti la medesima altezza.

## Forma

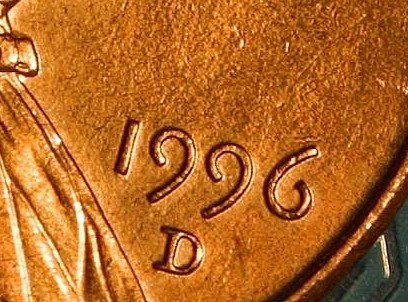
Un sei con tratto ascendente e un nove con tratto discendente si notano chiaramente su questo penny statunitense del 1996.

Nei numeri maiuscoletti la forma e la posizione rispetto alla linea di base dei numeri varia similmente a quella delle lettere minuscole. Nello schema più comune, 0, 1, e 2 hanno altezza pari all'altezza della x, non avendo tratti discendenti o ascendenti; 6 e 8 hanno tratti ascendenti e 3, 4, 5, 7 e 9 presentano tratti discendenti. Esistono peraltro ulteriori possibilità; per esempio i caratteri tipografici intagliati in Francia dalla famiglia di incisori e tipografi Didot  tra il XVIII e l'inizio del XIX secolo presentano un 3 con tratto ascendente per evitare confusioni con la forma corsiva della lettera minuscola z, un disegno conservatosi in alcune successive famiglie di caratteri. Poche altre famiglie di caratteri usano dei sistemi differenti.

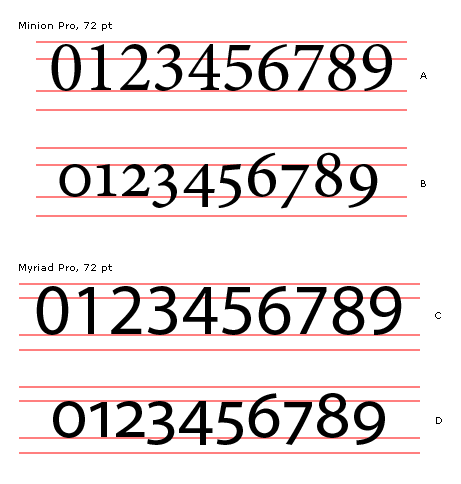
Confronto tra numeri maiuscoli ed elzeviriani.

La tipografia di alta qualità preferisce usare i numeri maiuscoletti nel corpo del testo: infatti si integrano meglio con le lettere minuscole e con il maiuscoletto e la loro grande varietà di forme migliora la leggibilità. Inoltre permettono di avere blocchi di testo uniforme a differenza dei numeri maiuscoli che, per la differenza di dimensioni, possono distrarre l'occhio durante la lettura. I numeri maiuscoli sono utilizzati al meglio per le situazioni dove sono presenti solo maiuscole (ad esempio nei titoli), e risultano molto indicati per le tabelle e i fogli elettronici.
Anche se molti caratteri tradizionali includono il set completo di ogni tipologia di numeri, la maggior parte dei font digitali, ad eccezione di quelli usati per le stampanti professionali, comprende un solo tipo, solitamente quello maiuscolo. Tra i font digitali più diffusi, i pochi che comprendono i numeri elzeviriani sono Candara, Constantia e Corbel, Hoefler Text e Georgia.

## Storia
La denominazione talvolta usata di «numeri medievali» indicherebbe come questi siano stati usati sin dal Medioevo. Ciò è tuttavia in contraddizione con il fatto che i numeri arabi raggiunsero l'Europa solo nel XII secolo, dove soppiantarono i numeri romani.
I numeri maiuscoli provengono dalle abitudini di scrittura della classe media di provenienza commerciale. Furono introdotti nella tipografia europea nel 1788, quando Richard Austin creò un nuovo font per il fonditore di caratteri John Bell, che includeva dei numeri maiuscoli a tre–quarti di altezza. Questi vennero successivamente sviluppati dai disegnatori di caratteri del XIX secolo e largamente utilizzati in alcuni ambiti tipografici, quali giornali e pubblicità.
L'uso dei numeri maiuscoletti diminuì nel corso del XX secolo per i tentativi di stampare tutto con un solo tipo di carattere tipografico; divennero ancora più rari con l'avvento della fotocomposizione. Le copertine dei libri di pregio creati nel corso del XX secolo con la composizione meccanica continuarono tuttavia ad usare i numeri elzeviriani e oggi con la tipografia digitale i numeri maiuscoletti stanno ritornando fortemente in uso.
Attualmente, i numeri maiuscoletti non hanno una codifica propria nel sistema di codifica Unicode, in quanto non vengono considerati caratteri diversi dai numeri maiuscoli ma solo un modo differente per rappresentarli. Alcuni font offrono comunque la possibilità di usarli utilizzando a tal scopo la «Unicode Private Use Area» («Area di Unicode per uso privato») per uno o per l'altro set; ad esempio i caratteri «Adobe Pro» sfruttano la codifica da U+F643 a U+F64C per indicare i numeri elzeviriani.